# Economía de San Pedro y Miquelón
La economía de San Pedro y Miquelón, debido a la ubicación de las islas, ha dependido de la pesca y el mantenimiento de las flotas pesqueras que operan frente a la costa de Terranova. Sin embargo, la economía ha ido disminuyendo debido a las disputas con Canadá sobre las cuotas de pesca y una disminución en el número de barcos que hacen escala en las islas. En 1992, un panel de arbitraje otorgó a las islas una zona económica exclusiva de 12.348 kilómetros cuadrados (4.768 millas cuadradas) para resolver una disputa territorial de larga data con Canadá, aunque representa solo el 25 por ciento de lo que Francia había buscado. Las islas están fuertemente subvencionadas por Francia, lo que beneficia el nivel de vida. El gobierno espera que una expansión del turismo impulse las perspectivas económicas, y la perforación de prueba en busca de petróleo puede allanar el camino para el desarrollo del sector energético.